# Nukleozidni analog
Nukleozidni analog je spojina, ki oponaša naravno prisotne nukleozide, torej purinske oziroma pirimidinske baze, ki so z N-glikozidno vezjo spojene z (deoksi)ribozo. Sorodne spojine so nukleotidni analogi; le-ti posnemajo naravne nukleotide (v spojini je na bazo, vezano na sladkor ribozo ali deoskiribozo, vezana še fosfatna enota (z eno do tremi fosfatnimi skupinami).

## Klinični pomen
Nukleozidni analogi so pomembna skupina protivirusnih zdravil za zdravljenje okužbe s HIV (zidovudin, didanozin, zalcitabin, lamivudin) hepatitisom B (entekavir, lamivudin, telbivudin), citomegalovirusom in virusom herpesa simpleksa (aciklovir). Ker oponašajo naravne nukleozide, se vgrajujejo v nastajajočo virusno DNK ali RNK pri virusnem podvojevanju in s tem motijo razmnoževanje virusa. Namreč, na mestu, kjer se vežejo v verigo virusne DNK ali RNK, zaustavijo njeno nadaljnje podaljševanje. Kronično zdravljenje z visokimi odmerki nekaterih nukleozidnih analogov se povezuje z znatnimi neželenimi učinki, vključno s slabokrvnostjo (anemijo), nevtropenijo, hepatotoksičnostjo, kardiomiopatijo in miopatijo. Možni vzrok je delovanje na mitohondrijsko DNK in RNK.
Podobno delujejo nukleotidni analogi. Prva učinkovina iz te skupine, odobrena za zdravljenje okužbe s HIV, je bil tenofovir.
Poleg protivirusnih učinkovin spadajo v skupino nukleozidnih analogov tudi nekatera protirakava zdravila (citarabin, gemcitabin, merkaptopurin), zdravila za zdravljenje revmatične bolezni (azatioprin, alopurinol) in protibakterijske učinkovine (trimetoprim).

## SKlici
1. 1 2 3  http://livertox.nlm.nih.gov/NucleosideAnalogues.htm Arhivirano 2014-05-05 na Wayback Machine., vpogled: 4. 5. 2014.
2. ↑  http://www.termania.net/slovarji/slovenski-medicinski-slovar/5529586/nukleozid?query=nukleozid, Slovenski medicinski e-slovar, vpogled: 4. 5. 2014.
3. ↑  http://www.diffen.com/difference/Nucleoside_vs_Nucleotide, vpogled: 4. 5. 2014.
4. ↑  http://www.mdpi.com/journal/molecules/special_issues/nucleoside_analogues, vpogled: 4. 5. 2014.
5. ↑  »Possible ways nucleoside analogues can affect mitochondrial DNA content and gene expression during HIV therapy«.
6. ↑  http://www.treatmentactiongroup.org/tagline/2001/november/tenofovir-viread-first-novel-antiviral-agent-six-years-approved-fda, vpogled: 4. 5. 2014.